# 1958 en Saskatchewan
Chronologie de la Saskatchewan
- 1954
- 1955
- 1956
- 1957
- 1958
- 1959
- 1960
- 1961
- 1962

Cette page concerne des événements d'actualité qui se sont produits durant l'année 1958 dans la province canadienne de la Saskatchewan.

## Politique
- Premier ministre : Tommy Douglas
- Chef de l'Opposition :
- Lieutenant-gouverneur : William John Patterson puis Frank Lindsay Bastedo
- Législature :

## Naissances

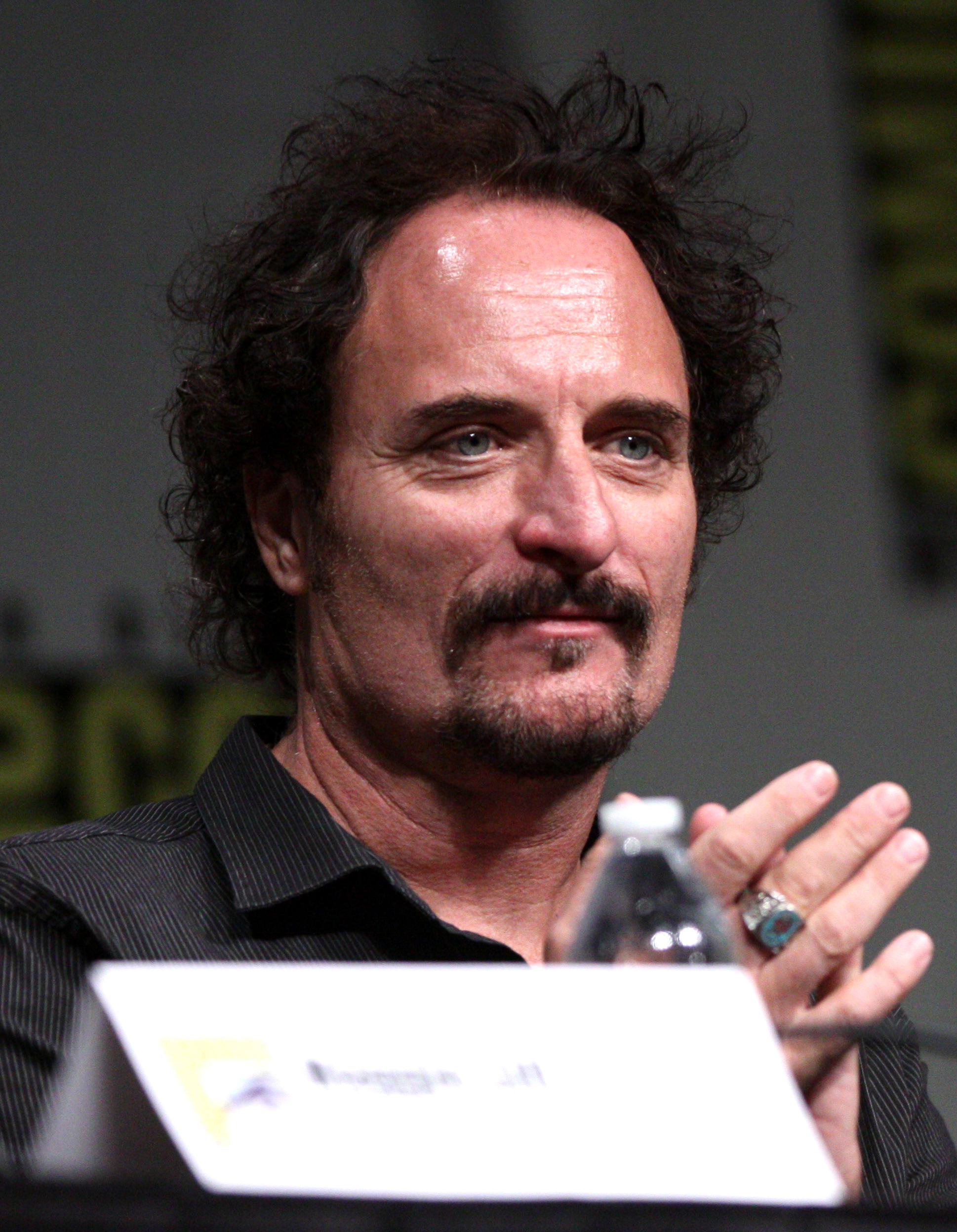
Kim Coates

- 21 février : Kim Coates (né à Saskatoon) est un acteur canadien qui joue dans de nombreuses séries et films américains et canadiens. Acteur de théâtre, il joua le rôle de Stanley Kowalski dans la pièce Un tramway nommé Désir à Broadway. Il est désormais un acteur régulier de la série Sons of Anarchy dans le rôle d'Alex « Tig » Trager.
- 27 septembre : Merlin "The Magician" Malinowski[1], né à North Battleford, est un joueur professionnel canadien de hockey sur glace qui évoluait en position d'ailier[2].

## Décès
- 2 octobre : Charles Avery Dunning, premier ministre de la Saskatchewan.